# Чигиринський полк
Чигир́инський по́лк — адміністративно-територіальна і військова одиниця Війська Запорозького в 1625–1711 роках. Полковий центр — місто Чигирин.

## Історія
Чигиринський полк був утворений 1625 року як військова одиниця Речі Посполитої — полк реєстрових козаків Війська Запорозького. Головний штаб полку розташовувався у місті Чигирин Київського воєводства.
Під час Хмельниччини 1648–1657 років Чигиринський полк отримав статус окремої адміністративно-територіальної одиниці держави Війська Запорозького. Його територія займала як правобережні, так і лівобережні землі понад Дніпром. На сході полк межував з Корсунським, на правобережній півночі — з Черкаським і на лівобережній півночі з Кропивнянським полками.
Як військова одиниця Чигиринський полк був головним полком гетьмана Богдана Хмельницького. За реєстром 1649 року він поділявся на 19 сотень — 11 на правій стороні Дніпра й 8 на лівій. У полку нараховувалося 3291 козаків, з яких 1921 перебували в правобережних сотнях, а 1370 — у лівобережних. Разом із військовою (генеральною) старшиною, яка зараховувалося до складу Чигиринського полку, кількість його особового складу становила 3297 осіб.
1661 року з лівобережних сотень Чигиринського полку був утворений новий Кременчуцький полк. Проте 1663 року його ліквідували, а сотні повернули до старого полку.
1667 року, після Андрусівського миру між Московським царством і Річчю Посполитою, лівобережні сотні Чигиринського полку відійшли до Лубенського і Миргородського полків, а правобережні сотні — до Речі Посполитої.
1672 року, за Бучацьким миром між Османською імперією та Річчю Посполитою, правобережні сотні перейшли до гетьмана Петра Дорошенка, що визнав османський протекторат.
1678 року, після захоплення Чигирина османами, Чигиринський полк було ліквідовано. За Бахчисарайським миром, укладеним 1681 році між Московським царством та Османською імперією, а також «Вічним миром», затверджений 1686 року між Московським царством і Річчю Посполитою, прибережна дніпрова смуга Правобережжя, що включала землі Чигиринського полку, мала лишатися незаселеною. Попри ці домовленості протягом 1683–1685 років існував військовий підрозділ «Чигиринський полк» під командуванням Громашевського.
1699 року, за Карловицьким миром територія колишніх правобережних сотень Чигиринського полку повернулася до складу Речі Посполитої.
У 1704–1712 роках Чигиринський полк було відроджено.
У 1711–1712 рр. за наказом російської влади більшу частину козаків та цивільних мешканців було силою переселено на Лівобережжя, а полк ліквідовано разом з іншими правобережними полками. Територія полку перейшла під юрисдикцію Речі Посполитої.
Частина козаків колишнього Чигиринського полку під керівництвом Гната Ґалаґана переселилися на територію лівобережного Прилуцького полку під протекторатом Російської імперії.